# Тординци
Тординци су насељено место и седиште општине у Вуковарско-сремској жупанији, Република Хрватска.

## Историја
До територијалне реорганизације у Хрватској налазили су се у саставу бивше велике општине Винковци.

## Становништво
На попису становништва 2011. године, општина Тординци је имала 2.032 становника, од чега у самим Тординцима 739.
| Попис 2011.‍   | Попис 2011.‍ | Попис 2011.‍ | Попис 2011.‍ | Попис 2011.‍ |
| ------------- | ----------- | ----------- | ----------- | ----------- |
|               |             |             |             |             |
| Хрвати        | Хрвати      |             | 1.577       | 77,61%      |
| Мађари        | Мађари      |             | 371         | 18,26%      |
| Срби          | Срби        |             | 72          | 3,54%       |
| остали        | остали      |             | 12          | 0,59%       |
| укупно: 2.032 |             |             |             |             |

## Попис 1991.
На попису становништва 1991. године, насељено место Тординци је имало 1.017 становника, следећег националног састава:
| Попис 1991.‍   | Попис 1991.‍  | Попис 1991.‍ | Попис 1991.‍ | Попис 1991.‍ |
| ------------- | ------------ | ----------- | ----------- | ----------- |
|               |              |             |             |             |
| Хрвати        | Хрвати       |             | 858         | 84,36%      |
| Срби          | Срби         |             | 70          | 6,88%       |
| Мађари        | Мађари       |             | 47          | 4,62%       |
| Југословени   | Југословени  |             | 14          | 1,37%       |
| Муслимани     | Муслимани    |             | 3           | 0,29%       |
| Словаци       | Словаци      |             | 1           | 0,09%       |
| Црногорци     | Црногорци    |             | 1           | 0,09%       |
| Чеси          | Чеси         |             | 1           | 0,09%       |
| неопредељени  | неопредељени |             | 16          | 1,57%       |
| непознато     | непознато    |             | 6           | 0,58%       |
| укупно: 1.017 |              |             |             |             |